# خايمي ماغالاييس
خايمي ماغالاييس (بالبرتغالية: Jaime Magalhães‏) (مواليد 10 يوليو 1962) هو لاعب كرة قدم. يلعب مع منتخب البرتغال لكرة القدم. سبق له أن لعب في كأس العالم لكرة القدم مع منتخب بلاده.

## مسيرته الكروية
لعب خايمي ماغالاييس خلال مسيرته الاحترافية مع ناديين في ستة عشر موسمًا وسجل خلالها 30 هدف ضمن 280 مباراة. حيث فاز في أربعة مواسم بالكأس وفي سبعة مواسم بالدوري.
خاض خايمي ماغالاييس مسيرته مع نادي بورتو في موسم 1980–81 ليلعب معه خمسة عشر موسمًا، مشاركًا في 276 مباراة سجل خلالها 30 هدف. ثم انتقل إلى نادي ليسا ‏ في موسم 1995–96 لمدة موسم واحد، حيث شارك في 4 مباريات ولم يسجل أي هدف.

## روابط خارجية
- خايمي ماغالاييس على موقع الاتحاد الدولي (مؤرشف)  (الإنجليزية)
- خايمي ماغالاييس على موقع الاتحاد الأوربي (الإنجليزية)
- خايمي ماغالاييس على موقع قاعدة بيانات كرة القدم.إي يو (الإنجليزية)
- خايمي ماغالاييس على موقع ناشيونال فوتبول تيمز (الإنجليزية)